# Barbara Thompson
Barbara Thompson (Oxford, 27 luglio 1944 – 9 luglio 2022) è stata una sassofonista, flautista e compositrice britannica.

## Biografia
Ha fatto parte della band New Jazz Orchestra di Neil Ardley, successivamente ha fatto parte di altre band, tra cui United Jazz + Rock Ensemble e Colosseum.
Nel 1996 è stata nominata Dama dall' Ordine dell'Impero Britannico.
Era sposata con il batterista Jon Hiseman dal 1967 fino alla sua morte, avvenuta nel 2018. La coppia ha avuto un figlio e una figlia. Thompson è deceduta a 77 anni, soffriva della Malattia di Parkinson da 25 anni. 

## Discografia (parziale)
- Angle - album (1968)
- Daughter of Time (1970)
- Mike Taylor Rememberd - album (1973)
- The Roaring Silence - album (1976)
- Variations - album (1978)